# Estação El-Matareyya
El-Matareyya (em árabe: المطرية) é uma das estações da linha 1 do metro do Cairo, no Egito.